# Zweedse parlementsverkiezingen 1991
Op 15 september 1991 wordt in Zweden een nieuw parlement verkozen. In 1988 wordt het Zweedse stabiele vijf-partijenstelsel voor het eerst zware klappen toegebracht door de intrede van een groene partij. Die groenen verliezen nu hun zetels, maar een andere partij – Ny Demokrati (NyD) – doet sterk haar intrede en de christendemocraten gaan er sterk op vooruit. Alles samen betekent de stembusgang van 1991 een verlies voor de vijf traditionele partijen: de Socialdemokraterna (S), de Vänsterpartiet (V), de conservatieve Moderaterna (M), de liberale Folkpartiet (FP) en de Centerpartiet (C).
Na de verkiezingen wordt de sociaaldemocratische regering van Ingvar Carlsson ingewisseld voor een centrumrechtse coalitie onder leiding van Carl Bildt (M).

## Campagne
De sociaaldemocraten bevinden zich sinds het midden van de jaren 1980 in een ideologische leemte. Er wordt vaak afgeweken van de voormalige partijlijn, wat alleen maar versterkt wordt door de nakende toetreding van Zweden tot de Europese Gemeenschap. Steeds meer mensen voelen zich niet langer aangesproken door de partij. De Socialdemokraterna rest zo weinig anders dan terugvallen op hun regeringservaring en hun potentieel tot het vormen van een stabiele regering te benadrukken. De andere linkse partij, de Vänsterpartiet kommunisterna (VpK), heeft te kampen met de internationale bewegingen die zich omstreeks 1990 afspelen. De problemen in het communistisch blok nopen tot de vraag of de partij al dan niet communistisch is. Ondanks het laten vallen van de term ‘kommunisterna’ in de naam (de partij heet nu gewoon Vänsterpartiet, afgekort V), kan men daar geen afdoend antwoord op formuleren.
Twee zogenaamde centrumrechtse bourgeois- (Zweeds: börgerlig) en oppositiepartijen, de M en de FP, beloven Zweden een nieuwe start. Ze focussen op privatiseringen en belastingvermindering (vooral voor kleine ondernemers). De Centerpartiet is aanvankelijk niet betrokken binnen de conservatief-liberale samenwerking, maar lijkt geïnteresseerd als aan haar standpunten – vooral met betrekking tot het milieu – wordt tegemoetgekomen. De christendemocratische KDS profileert zich steeds meer als een bourgeoispartijen en zwakt haar harde standpunten (over bijvoorbeeld abortus) wat af, zonder evenwel de christelijke waarden en ethiek uit het oog te verliezen.
Tot slot speelt nog een nieuwe partij een belangrijke rol. De Ny Demokrati is pas zes maanden voor de verkiezingen uit de steigers gekomen als samenwerking tussen twee ondernemers, Bert Karlsson en Ian Wachtmeister. De populistische partij is kritisch voor het Zweedse politieke establishment, vraagt een totale herziening en privatisering van de publieke sector en wil de immigratie aan banden leggen.

## Resultaten en regeringsvorming

Resultaten per kiesdistrict, volgens belang (gewicht) van elk district. Elk kiesdistrict heeft de kleur van die partij die in het desbetreffende kiesdistrict het grootste aantal stemmen heeft gehaald.

Vier van de vijf traditionele partijen zijn de grote verliezers van de stembusslag van 1991. De sociaaldemocraten halen hun slechtste resultaat sinds 1928. De terugval van de Vänsterpartiet, maakt het verlies van de sociaaldemocraten nog groter. De Folkpartiet en de Centerpartiet moeten elk ongeveer 3% inleveren. De Folkpartiet verliest één op vier kiezers; de eertijds agrarische Centerpartiet wint haar geloofwaardigheid als groene partij niet terug en kan stedelingen maar moeilijk mobiliseren. Enkel de vrij aanzienlijke winst van de conservatieve Moderaterna keert de stembusslag in het voordeel van de centrumrechtse oppositie.
De belangrijkste winst is voor de christendemocratische partij en de nieuwe NyD. De christendemocraten (die lange tijd rond de 2% schommelen) winnen meer dan 4% en komen zo uit op 7%. Ook de nieuwe Ny Demokrati overwint zonder veel problemen de kiesdrempel van 4%. De winnende partijen halen aanhang weg bij de sociaaldemocraten en bij hen die in 1988 nog thuisblijven. De doorbraak van de groene Miljöpartiet van 1988 wordt tenietgedaan: de groenen verliezen 2%, komen onder de kiesdrempel uit en verliezen zo elke parlementaire vertegenwoordiging.
Hoewel centrumrechts geen absolute meerderheid heeft (slechts 144 op 349 zetels) vormen M, FP, C en KDS een regering. Die komt onder leiding van de leider van de conservatieve partij, Carl Bildt. Zijn regering zal moeten rekenen op de steun van NyD, die erg antisocialistisch is ingesteld en naar alle waarschijnlijkheid een rechtse regering zal ondersteunen.
| Partij                                  | Partijleider                         | Stemmen   | %       | ± %     | Zetels | ± Zetels |
| --------------------------------------- | ------------------------------------ | --------- | ------- | ------- | ------ | -------- |
| Socialdemokraterna (S)                  | Ingvar Carlsson                      | 2 062 761 | 37,71   | ▼ 5,50  | 138    | ▼18      |
| Moderaterna (M)                         | Carl Bildt                           | 1 199 394 | 21,92   | ▲3,62   | 80     | ▲14      |
| Folkpartiet (FP)                        | Bengt Westerberg                     | 499 356   | 9,12    | ▼3,08   | 33     | ▼11      |
| Centerpartiet (C)                       | Olof Johansson                       | 465 175   | 8,50    | ▼2,80   | 31     | ▼11      |
| Kristdemokratiska samhällspartiet (KDS) | Alf Svensson                         | 390 351   | 7,14    | ▲4,20   | 27     | ▲27      |
| Ny Demokrati (NyD)                      | Ian Wachtmeister                     | 368 281   | 6,73    | ▲6,73   | 24     | ▲24      |
| Vänsterpartiet (V)                      | Lars Werner                          | 246 905   | 4,51    | ▼1,33   | 21     | ▼5       |
| Miljöpartiet (MP)                       | Jan Axelsson en Margareta Gisselberg | 185 051   | 3,38    | ▼2,15   | 0      | ▼20      |
| Overige partijen                        | —                                    | 53 487    | 0,98    | —       | 0      | —        |
| Geldige stemmen                         | —                                    | 5 470 761 | 100     | —       | —      | —        |
| Ongeldige stemmen                       | —                                    | 92 159    | —       | —       | —      | —        |
| Totaal                                  | Totaal                               | 5 562 920 | (86,70) | ▲(0,74) | 349    | —        |

1911 · 1914 · 1917 · 1920 · 1921 · 1924 · 1928 · 1932 · 1936 · 1940 · 1944 · 1948 · 1952 · 1956 · 1958 · 1960 · 1964 · 1968 · 1970 · 1973 · 1976 · 1979 · 1982 · 1985 · 1988 · 1991 · 1994 · 1998 · 2002 · 2006 · 2010 · 2014 · 2018 · 2022